# Gaugsham
Gaugsham ist ein Ort im Innviertel Oberösterreichs wie auch Ortschaft der Stadtgemeinde Altheim im Bezirk Braunau am Inn.

## Geographie
Der Ort befindet sich 12 Kilometer südöstlich von Braunau am Inn und 21 Kilometer westlich von Ried im Innkreis, 3 Kilometer südwestlich von Altheim.
Das Rotte Gaugsham liegt am Südrand des Inntals und am Westrand des Innviertler Hügellands auf um die 380 m ü. A. Höhe, am Nordwestrand des Gaugshamer Wald. Durch den Ort fließt der Altbach von Treubach kommend der Mühlheimer Ache (Ach) bei Altheim zu.
Die Ortschaft Gaugsham umfasst etwa 20 Gebäude mit um die 60 Einwohnern.
Die L1095 Treubacher Straße von Altheim nach Treubach führt durch den Ort.
| Bergham (O) Weng im Innkreis (O) (beide Gem. Weng i.I.) |                                             | Diepolding (O) Stern (O)                       |
| Hainschwang (O, Gem. Moosbach)                          | Kompassrose, die auf Nachbargemeinden zeigt | Lüfteneck (O)                                  |
| Schachawald                                             | Am Schachawald (Gem. Moosbach)              | Gaugshamer Wald Schalchen ∗ (O, Gem. Treubach) |

∗ hinter dem Gaugshamer Wald

## Geschichte
Der Ort scheint vielleicht schon im 12. Jahrhundert auf, als “Durinc et frater eius Gerrich de Gaugoldesheim, de Gulshemen” (‚Durink und sein Bruder Gerrich von Gaugoldsheim‘) genannt werden.
1220 ist ein “Ulricus de Gouchsheim miles strenuus” (‚Ulrich von Gauchsheim, ein tüchtiger Soldat‘) urkundlich.
Hier befand sich also ein Edelsitz, der aber nicht lokalisiert werden konnte.